# Ipomoea sagittifolia
Espèce
Ipomoea sagittifolia est une espèce de plantes dicotylédones de la famille des Convolvulaceae, tribu des Ipomoeeae, originaire des régions tropicales de l'Ancien Monde (du Cap-Vert au Queensland).

## Homonymes
Ipomoea sagittifolia Burm.f., 1768 est le nom valide, mais il admet deux homonymes :
- Ipomoea sagittifolia Hochr., 1768 synonyme de Ipomoea aquatica  Forssk., 1775[2],[3] ;
- Ipomoea sagittifolia (Michx.) Ker Gawl., 1820 qui est un nomen illegitimum (nom. illeg.), synonyme de Ipomoea sagittata Poir., 1789[4],[5].